# Thomas Borer

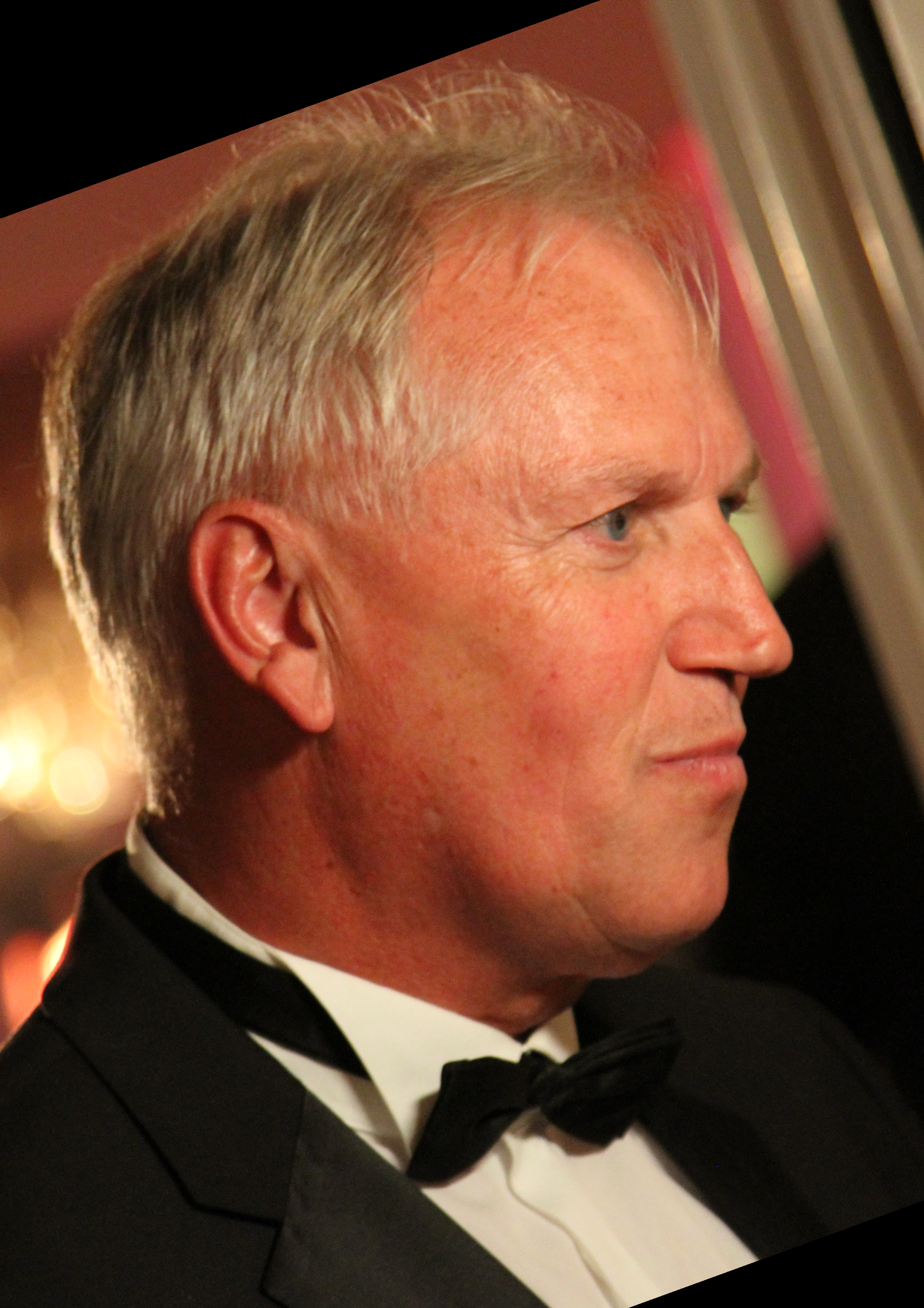
Thomas Borer

Thomas Gustav Borer (* 29. Juli 1957 in Basel; heimatberechtigt in Büsserach) ist ein Schweizer Unternehmensberater, Lobbyist und ehemaliger Diplomat. Er leitete von 1996 bis 1999 die Task Force Schweiz – Zweiter Weltkrieg. Anschliessend war er bis 2002 Botschafter der Schweiz in Deutschland.

## Werdegang
Thomas Borer studierte Rechtswissenschaft an der Universität Basel und erwarb 1985 den Doktorgrad mit der Auszeichnung summa cum laude. Daraufhin arbeitete er bei der Credit Suisse in Genf.

### Tätigkeit als Diplomat
Er trat 1987 als Diplomat in das Eidgenössische Departement für auswärtige Angelegenheiten (EDA) ein. Es folgten Einsätze in Lagos (1987) und Genf (1988/89). Der Völkerrechtler war dann von 1989 bis 1993 als Stellvertretender Chef der «Sektion für Völkerrecht» in der Völkerrechtsdirektion tätig. 1993 wurde er als Mitarbeiter der Schweizer Botschaft nach Washington entsandt. Borer hat 1993 die zukünftige Strategie der Schweizer Neutralitätspolitik massgeblich geprägt, die bis heute in Geltung steht. Er hat den Bericht zur Neutralität verfasst. Genau dreissig Jahre später, im April und Mai 2023, veröffentlicht Borer einige mit fundierten Argumenten untermauerte Artikel, die die Schweizer Neutralität in Frage stellen. Das Time Magazine nennt ihn in diesem Zusammenhang auch „Architekten der Schweizer Neutralität“. 1994 wurde er vom Bundesrat zum Stellvertretenden Generalsekretär des EDA ernannt. In dieser Funktion war er in der Zentrale als Chef Ressourcen insbesondere für die Leitung der Abteilungen Personal, Telematik, Logistik, Finanzen und Verwaltungsrecht sowie für die Reorganisation des EDA und des schweizerischen Vertretungsnetzes im Ausland verantwortlich.
1996 wurde Thomas Borer zum Botschafter ernannt und mit der Leitung der Task Force Schweiz–Zweiter Weltkrieg.
betraut, welche die Position der Schweiz im internationalen Konflikt um nachrichtenlose Vermögen und Raubgold aus dem Zweiten Weltkrieg auf Schweizer Banken zu vertreten hatte (Swissbankclaims). Er trat mehrfach vor Ausschüssen des US-Kongresses und der Knesset auf.
Als Leiter der Task Force nahm Thomas Borer eine wichtige Rolle bei der erfolgreichen Verabschiedung der Washingtoner Erklärung, einer rechtlich bindenden Übereinkunft zur Identifikation von Raubkunst aus der Zeit des Nationalsozialismus, ein. Die Task Force, welche zum erzielten Vergleich zwischen den Schweizer Banken UBS und Credit Suisse und dem jüdischen Weltkongress beigetragen hat, wurde nach Beilegung der Krise per Ende März 1999 aufgelöst.
1999 wurde Borer zum Botschafter der Schweiz in Deutschland ernannt. Im Jahre 2024 und 2025 flammen die Vorwürfe aus den 90er-Jahren wieder auf und auch Borer wird als Experte dazu wieder befragt.
Nach einer von der Schweizer Boulevardzeitung SonntagsBlick lancierten Kampagne, bei der Thomas Borer fälschlich eine aussereheliche Affäre mit Djamila Rowe vorgeworfen wurde, schied dieser zum 1. Mai 2002 auf eigenen Wunsch hin aus dem Staatsdienst aus. Michael Ringier, der Verleger des Blicks, entschuldigte sich im Juli 2002 öffentlich beim Ehepaar Borer-Fielding, und Chefredaktor Mathias Nolte trat zurück. Der Ringier-Verlag musste nach einem aussergerichtlichen Vergleich Schmerzensgeld von über einer Million Schweizer Franken zahlen.

### Beratertätigkeit
Nach seinem Ausscheiden aus der Diplomatie wurde Thomas Borer im Jahre 2002 Unternehmensberater. Seither ist er in der strategischen Interessenvertretung in der Politik, Wirtschaft, Gesellschaft und in den Medien tätig. Dabei nimmt er verschiedene Mandate für Unternehmen und Einzelpersonen wahr.
In Medien tritt Borer als Redner und Kommentator zu Geopolitik- und Wirtschaftsfragen, zu den deutsch-schweizerischen Beziehungen, insbesondere zum Finanzplatz Schweiz und zum Bankgeheimnis, sowie den internationalen politischen Beziehungen im europäischen und nordamerikanischen Raum in Erscheinung. Darüber hinaus ist Borer ein Experte in Sachen Neutralität und gibt bis in die Gegenwart regelmässig Interviews dazu.
Bis Januar 2010 war er Mitglied des Verwaltungsrats der Renova Management des russischen Financiers Wiktor Felixowitsch Wekselberg. Am 7. November 2010 bestätigte Borer eine Meldung der SonntagsZeitung, dass er alle Mandate für Wekselberg und dessen Renova Management abgegeben habe, auch jenes als Berater. Während seiner fünfjährigen Beratertätigkeit für Wekselberg hatte Borer unter anderem im Fall Sulzer einen erfolgreichen 10-Millionen-Franken-Vergleich im Verfahren gegen das Eidgenössische Finanzdepartement und im Fall OC Oerlikon einen Freispruch vor dem Bundesstrafgericht in Bellinzona erreicht.
Von 2010 bis 2015 war Borer Präsident und Vorsitzender der Geschäftsleitung der Swiss Authentication Research and Development AG, die chemisch-physikalische Sicherheitslösungen zum Schutz vor Produktfälschungen entwickelt.
Ausserdem sass er zwischen 2010 und 2017 im Beirat der Corestate Capital Holding. Ferner war er von 2017 bis 2022 Vorsitzender des Aufsichtsrates der Capita Customer Services (Germany). Auch gegenwärtig nimmt Borer verschiedene Verwaltungsratsmandate wahr. Seit 2018 ist er Verwaltungsratspräsident bei der Global Bridge Strategies, einer Rechtsberatung mit Sitz in Zürich, seit 2019 ebenfalls Verwaltungsratspräsident bei der BRR Investment AG und seit November 2024 Verwaltungsratspräsident der Pretium Invest AG. Zudem ist er seit 2006 Mitglied im Verwaltungsrat bei der House of Policy (Switzerland) AG (Vormals Hendricks & Schwartz (Switzerland)). Borer sitzt seit 2010 im Beirat der Oriflame Cosmetics und seit 2020 im Beirat des Schweizer Sprachtechnologieanbieters Spitch.
Im Januar 2015 wurde bekannt, dass sich Borer ab Frühjahr 2014 für die kasachischen Regierungsinteressen in der Schweiz einsetzte, wobei es um die Auslieferung von Wiktor Wjatscheslawowitsch Chrapunow ging, einem kasachischen Oligarchen und ehemaligen Energieminister Kasachstans, welcher Millionen veruntreut haben soll und danach in der Schweiz Asyl beantragt hat. Eine Strafanzeige von Chrapunow gegen Borer wegen Verleumdung wies die Bundesanwaltschaft ab.

## Familie
Borer war von 1999 bis 2014 mit Shawne Fielding verheiratet, 2010 trennte sich das Paar. Borer ist geschieden, hat drei Kinder, davon zwei mit Fielding. Er lebt zurzeit in Thalwil.

## Sonstiges
Borer war, neben den beiden Hauptmoderatoren Alexandra Gerlach und Butz Peters, Gastmoderator zweier Folgen der Talkshow Talk vor Mitternacht spezial im NDR. Im Jahr 2025 veröffentlichte Thomas Borer unter dem Titel Die Task Force Schweiz – Zweiter Weltkrieg, Nazigold und nachrichtenlose Vermögen. Die grosse aussenpolitische Krise der Schweiz in den Jahren 1996 bis 1999 ein fünfbändiges Werk mit insgesamt 2808 Seiten. Das Buch basiert auf der Arbeit der von ihm geleiteten Task Force und erscheint zeitgleich mit der Öffnung zentraler Archivdokumente.  Borer schildert darin, wie es ihm und seinem Team gelang, die Interessen der Schweiz zu wahren. Er bezieht sich unter anderem auf Gespräche mit führenden Vertretern jüdischer Organisationen, US-Politikern und Schweizer Behördenvertretern. Die Publikation wurde als bedeutender Beitrag zur historischen Aufarbeitung der damaligen Ereignisse gewertet. Die vollständigen Unterlagen der Task-Force sollen laut Borer dem Archiv für Zeitgeschichte übergeben werden.

## Auszeichnungen
Borer wurde mit dem Orden wider den tierischen Ernst des Aachener Karnevalsvereins ausgezeichnet und hatte Auftritte in vielen internationalen TV- und Medienshows.

## Publikationen
- Das Legalitätsprinzip und die auswärtigen Angelegenheiten. Helbing und Lichtenhahn, Basel/Frankfurt am Main 1986, ISBN 3-7190-0937-8.
- Die Auseinandersetzung Schweiz – Zweiter Weltkrieg: Ein neuer Typ politischer Risiken für Unternehmen und die Lehren für die Zukunft? (Am Symposium zum Management politischer Risiken in Finanzinstitutionen, Universität St. Gallen). Maerki Baumann, Zürich 2001.
- Public Affairs. Bekenntnisse eines Diplomaten. Econ, München 2003, ISBN 3-430-11567-1.
- Schweizerische Neutralität auf dem Prüfstand – Schweizerische Aussenpolitik zwischen Kontinuität und Wandel. Bern 1992.
- Switzerland and the European Economic Union. Washington 1993.
- Die bewaffnete Neutralität der Schweiz. Thun 1996.
- Struktur und Arbeitsweise des EDA im Wandel. Revue d’Allemagne, 1996.
- The role of Switzerland as financial center during World War II, The United States House of Representatives Committee on Banking and Financial Services. Washington 1996.
- Switzerland – Second World War, London Conference on Nazi Gold. London 1997.
- Informationsführung in einer Krisenlage. Aarau 1998.
- Holocaust Era Assets, Looted Art, the Swiss perspective, Washington Conference on Holocaust Era Assets, J.D. Bindenagel, Washington, 1999
- Wir brauchen mehr Leadership. In: Claude Baumann, Ralph Pöhner (Hg.): Neustart, 50 Ideen für einen starken Finanzplatz Schweiz.
- Assets of the Holocaust: The Swiss Perspective. Fifteenth Annual International Law Symposium “Nazi Gold and Other Assets of the Holocaust: The Search for Justice”, Whittier Law Review, Volume 20, Number 3, 1999.
- Introductory Declaration, Concluding Statement. In: Washington Conference on Holocaust-Era Assets, November 30 – December 3, 1998, Departement of State Publication 10603, U. S. Government Printing Office, Washington D. C. 1999, S. 121ff, 333 ff.
- Switzerland and World War II: A General Presentation. In: Washington Conference on Holocaust-Era Assets, November 30 – December 3, 1998, Departement of State Publication 10603, U. S. Government Printing Office, Washington D. C. 1999, S. 349 ff.
- Switzerland’s Role in the Trade of Art Works Stolen by the Nazis. In: Washington Conference on Holocaust-Era Assets, November 30 – December 3, 1998, Departement of State Publication 10603, U. S. Government Printing Office, Washington D. C. 1999, S. 355 ff.
- Teaching Tolerance. In: Washington Conference on Holocaust-Era Assets, November 30 – December 3, 1998, Departement of State Publication 10603, U. S. Government Printing Office, Washington D. C. 1999, S. 361 ff.
- Proposal on the Fight Against the Use of the Internet for Racist, Anti-Semitic or Hate Purposes. In: Washington Conference on Holocaust-Era Assets, November 30 – December 3, 1998, Departement of State Publication 10603, U. S. Government Printing Office, Washington D. C. 1999, S. 373 ff.